# Fabrizio Gollin
Fabrizio Gollin (Camposampiero, 28 de março de 1975) é um automobilista italiano que correu na Fórmula 3000.

## Premiações
Venceu o Campeonato mundial FIA GT com Luca Cappellari, em 2004, durante a condução para a BMS Scuderia Italia. Também é vencedor das 24 Horas de Spa em 2004 e 2007. Em 2008, ele estava correndo para a equipe de Phoenix Carsport em um Chevrolet Corvette C6.R, e correu nas 24 Horas de Daytona para a escuderia Doran Racing em um Daytona Prototype Ford.

### 24 Horas de Le Mans[3]
| Ano  | Equipe                     | Nº  | Co-Pilotos                        | Chassi                    | Pneus | Classe | Voltas | Posição | Posição Na Categoria |
| Ano  | Equipe                     | Nº  | Co-Pilotos                        | Motor                     | Pneus | Classe | Voltas | Posição | Posição Na Categoria |
| ---- | -------------------------- | --- | --------------------------------- | ------------------------- | ----- | ------ | ------ | ------- | -------------------- |
| 2005 | BMS Scuderia Italia        | 51  | Christian Pescatori Miguel Ramos  | Ferrari 550-GTS Maranello | P     | GT1    | 67     | DNF     | DNF                  |
| 2005 | BMS Scuderia Italia        | 51  | Christian Pescatori Miguel Ramos  | Ferrari F133 5.9L V12     | P     | GT1    | 67     | DNF     | DNF                  |
| 2006 | BMS Scuderia Italia        | 69  | Fabio Babini Christian Pescatori  | Aston Martin DBR9         | P     | GT1    | 3      | DNF     | DNF                  |
| 2006 | BMS Scuderia Italia        | 69  | Fabio Babini Christian Pescatori  | Aston Martin 6.0L V12     | P     | GT1    | 3      | DNF     | DNF                  |
| 2007 | Aston Martin Racing Larbre | 008 | Christophe Bouchut Casper Elgaard | Aston Martin DBR9         | D     | P 3.0  | 341    | 7º      | 3º                   |
| 2007 | Aston Martin Racing Larbre | 008 | Christophe Bouchut Casper Elgaard | Aston Martin 6.0L V12     | D     | P 3.0  | 341    | 7º      | 3º                   |